# S-Servicepartner
Die S-Servicepartner-Gruppe ist ein Verbund von Unternehmen der deutschen Sparkassenorganisation. Die regional gegliederte Unternehmensgruppe erbringt für die angeschlossenen Sparkassen Dienstleistungen, welche nicht zum jeweiligen Kerngeschäft der Institute gehören. Mit dem Schwerpunkt im Aktiv- und Passivgeschäft erwirtschaftete die Gruppe 2021 für über 230 Kunden mit rd. 2.150 Mitarbeitern ca. 187 Mio.€ Umsatz. 

## Leistungen
Teilnehmende Sparkassen können Teile ihrer Tätigkeiten, welche sie als nicht zum Kerngeschäft gehörig definiert haben, an die regionale S-Servicepartner-Gesellschaft auslagern. Darunter fallen im Wesentlichen Backoffice- bzw. Marktfolgeaufgaben im Kredit- und Geldanlagegeschäft sowie die Abwicklung des Zahlungsverkehrs. Weitere Leistungen umfassen das Controlling, das Rechnungswesen, das Meldewesen und die Personalverwaltung. Diese Prozesse weisen alle einen hohen Standardisierungsgrad auf, so dass sie problemlos von Multimandantendienstleistern durchgeführt werden können.
Bei den jeweiligen Sparkassen verbleiben so primär die personal- und beratungsaufwendigen Leistungen im direkten Kundenkontakt.

## Aufbau der Gruppe
Die S-Servicepartner-Gruppe ist, wie die gesamte Sparkassenorganisation, föderal aufgebaut. Stand Januar 2021 gibt es in sieben Bundesländern insgesamt acht regionale Gesellschaften, welche sich im Regelfall im Mehrheitsbesitz einer Sparkasse befinden, während die S-Servicepartner Deutschland GmbH eine Minderheitsbeteiligung hält.

## Regionale S-Servicepartner-Gesellschaften
| Name                                      | Standorte                   | Gesellschafter                                                                |
| S-Servicepartner Berlin GmbH              | Berlin, Fürstenwalde        | Landesbank Berlin Holding AG (70 %), S-Servicepartner Deutschland GmbH (30 %) |
| S-Servicepartner Niedersachsen GmbH       | Oldenburg                   | Landessparkasse zu Oldenburg (70 %), S-Servicepartner Deutschland GmbH (30 %) |
| S-Servicepartner Norddeutschland GmbH     | Hamburg                     | Haspa Finanzholding (70 %), S-Servicepartner Deutschland GmbH (30 %)          |
| S-Servicepartner Nordrhein-Westfalen GmbH | Münster                     | Sparkasse Münsterland Ost (70 %), S-Servicepartner Deutschland GmbH (30 %)    |
| S-Servicepartner Rheinland GmbH           | Düsseldorf                  | Stadtsparkasse Düsseldorf (70 %), S-Servicepartner Deutschland GmbH (30 %)    |
| S-Servicepartner Rheinland-Pfalz GmbH     | Landau in der Pfalz, Kandel | Sparkasse Südpfalz (70 %), S-Servicepartner Deutschland GmbH (30 %)           |
| S-Servicepartner Rhein-Main GmbH          | Wiesbaden                   | Nassauische Sparkasse (70 %), S-Servicepartner Deutschland GmbH (30 %)        |
| S-Servicepartner Ruhrgebiet GmbH          | Oberhausen                  | S-Servicepartner Deutschland GmbH (100 %)                                     |

Zusammen mit der S-Servicepartner Deutschland GmbH kommen die Unternehmen des Verbunds im Jahr 2021 auf einen Gesamtumsatz von rund 187 Mio. EUR. Gesellschafter der S-Servicepartner Deutschland GmbH sind:
- Landesbank Berlin Holding AG: 50 % - 1 Stimme
- Haspa Finanzholding: 37 % + 1 Stimme
- Landessparkasse zu Oldenburg 10 %
- Sparkassen- und Giroverband für Schleswig-Holstein, 3 %.